# 費晴湖
費 晴湖（ひ せいこ、生没年不詳）は清の商人・画家。江戸時代中期、日本に渡来し南宗画様式の画技を伝える。
名は肇陽、字は得天。晴湖と号し他に耕霞使者と称した。湖州府呉興県の人。

## 略伝
天明から寛政年間に船主として来舶した。同じく来舶清人の費漢源の同族とされる。
父が長崎に居を構えていたが薩摩沖で遭難して死亡。その遺骨を引き取ることを長崎奉行所から許され、寛政7年に（1795年）に祖国に持ち帰ったという記録がある。
増山雪斎の名を受けて、長崎に遊歴した画家・春木南湖や十時梅厓が晴湖から画技と書法を伝授されている。背丈は標準で赤黒い顔色、逞しい体格だったと伝えている。『費氏山水画式』（1787年）の序文には董其昌と米芾に私淑して筆意を得たという。女流俳人・一字庵菊舎に会うとその漢詩と七弦琴の才能を喜び、漢詩と序文を贈っている。
後年、明治の女流画人・奥原晴湖は、費晴湖を強く敬慕し自らの画号とした。
晴湖を来舶四大家の一人とすることがある。